# 井口龍太
井口 龍太（いぐち りゅうた、1981年11月6日 - ）は、日本の声優、俳優。プロダクション東京ドラマハウス所属。東京都出身。血液型はA型。

## 出演作品

### ナレーション
- J:COM
- 株式会社エス・エフ・シー

### ゲーム
- アニーのアトリエ 〜セラ島の錬金術士〜（アルブレヒト、ジョエル王子）
- マナケミア 〜学園の錬金術士たち〜（カルダディイロルアレ）
- リーナのアトリエ 〜シュトラールの錬金術士〜（クリュード・アインハルト）

### その他
- 新説!?みのもんたの日本ミステリー!
- GMOネットカードCM
- IQサプリ
- 三丁目のポスト